# Гора Вапнярка
Гора́ Вапня́рка — комплексна пам'ятка природи загальнодержавного значення в Україні. Розташована у Золочівському районі Львівської області, на південь від села Новосілок і на схід від села Митулина. 
Загальна площа 309,8 га. Пам'яткою природи оголошена Указом Президента України від 20 серпня 1996 року. Належить до Словітського лісництва. 
Пам'ятка природи розташована на північно-східних схилах гори Вапнярка, що в центральній частині Гологорів. Гора складена вапняками та тортонськими карбонатними пісковиками. На вершині гори вони відслонюються, утворюючи оригінальні форми вивітрювання, на них збереглися елементи нескельної кальце- і петрофільної флори, які є рідкісними для цього регіону України. 
Гора Вапнярка — це унікальна у геоморфологічному відношенні територія, вкрита високопродуктивними мішаними (зокрема бук) лісами з рідкісними угрупованнями. Серед рослин, які занесені до Червоної книги України трапляються любка дволиста, лілія лісова, гніздівка звичайна, зозулині сльози яйцеподібні тощо. 
У складі ценозів трапляється значна кількість регіонально рідкісних видів, зокрема апозерис смердючий, зубниця залозиста, зубниця бульбиста, вероніка гірська, купина кільчаста, лунарія оживаюча та інші. 
Входить до складу Національного природного парку «Північне Поділля». «Гора Вапнярка» — цінний туристично-пізнавальний комплекс.

## Галерея

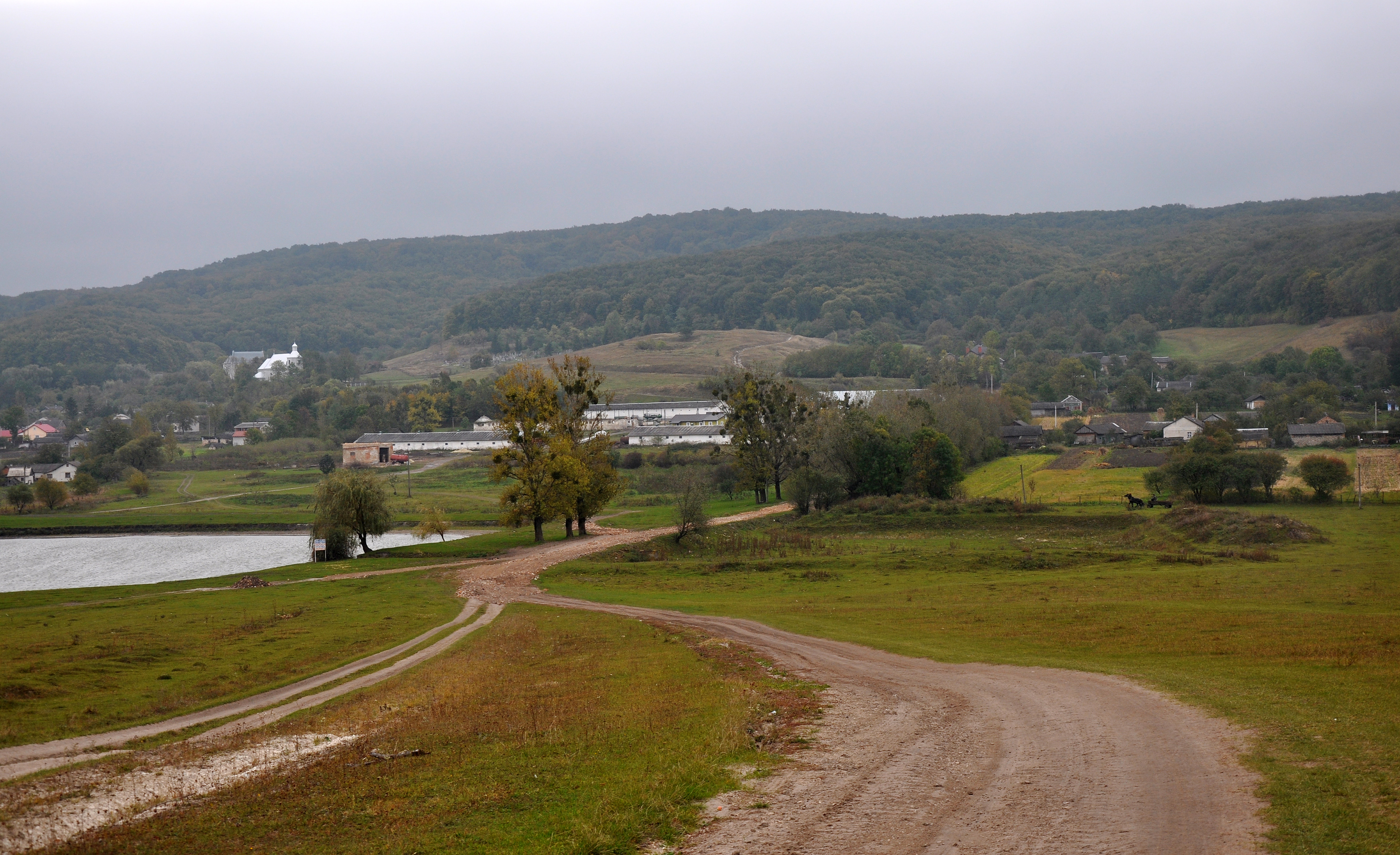
Вид на Вапнярку
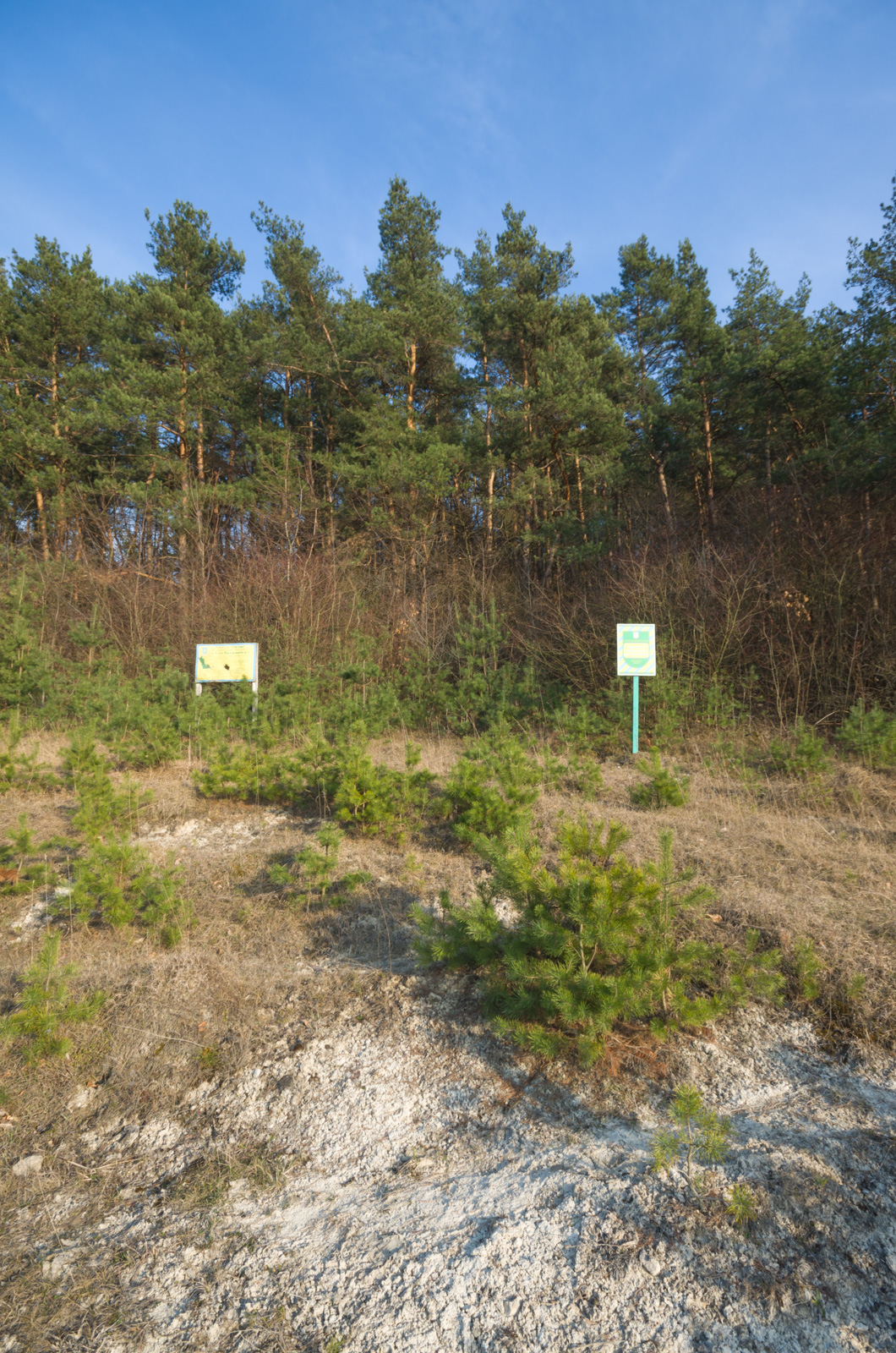
Знаки на тлі гори Вапнярка